# Tarvos trigaranus
Tarvos trigaranus (le taureau aux trois grues) est une divinité gauloise représentée sur le pilier des Nautes, un monument religieux gallo-romain édifié à Lutèce (Paris) au Ier siècle sous l'empereur Tibère. Cette divinité a l'aspect d'un taureau (tarvos) sur le dos duquel sont posées trois grues (tri garanus). Ce taureau « magique »,  accompagné de  ses trois grues, se cache dans la forêt que le dieu Ésus abat. 

## Taureau tricornu
Tarvos est une version du taureau tricornu, il est lié à Ésus. C'est une représentation du monde celtique dont la forme la plus courante est un taureau, tête levée, la patte droite en l'air, comme si elle allait frapper le sol (?), avec une queue formant une boucle sur son dos. Il est aussi reconnaissable à sa troisième corne frontale, l'un des plus monumentaux est celui Avrigney-Virey (« Taureau d'Avrigney »). Il est le symbole de la royauté, de la force et est l'opposé du sanglier. Est-il domestiqué lorsqu'il est chaussé de boules sur les piques de ses cornes ? Symbole important, il est, par exemple, représenté quatre fois en deux scènes dans le chaudron de Gundestrup.

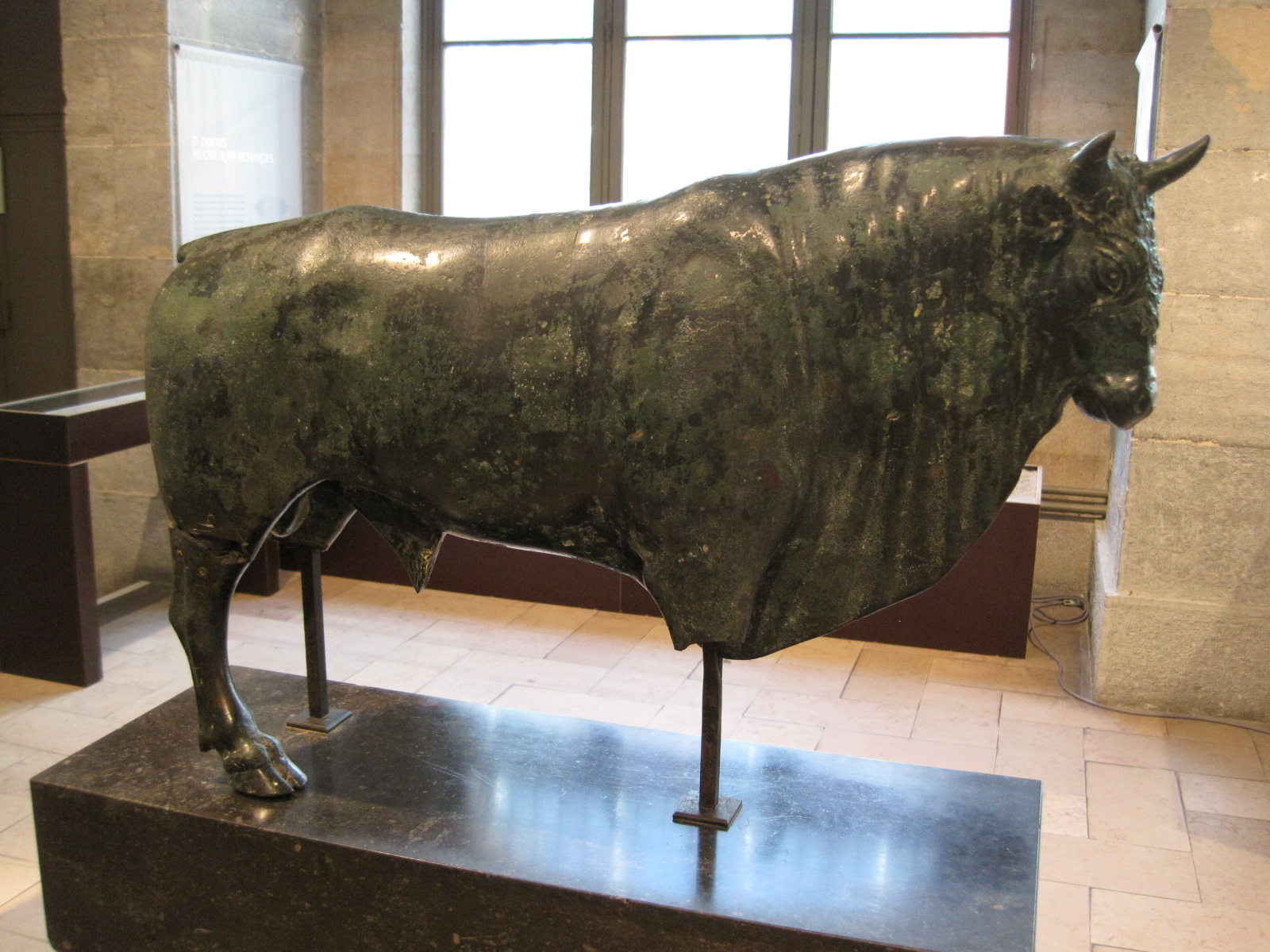
Au musée de Besançon.
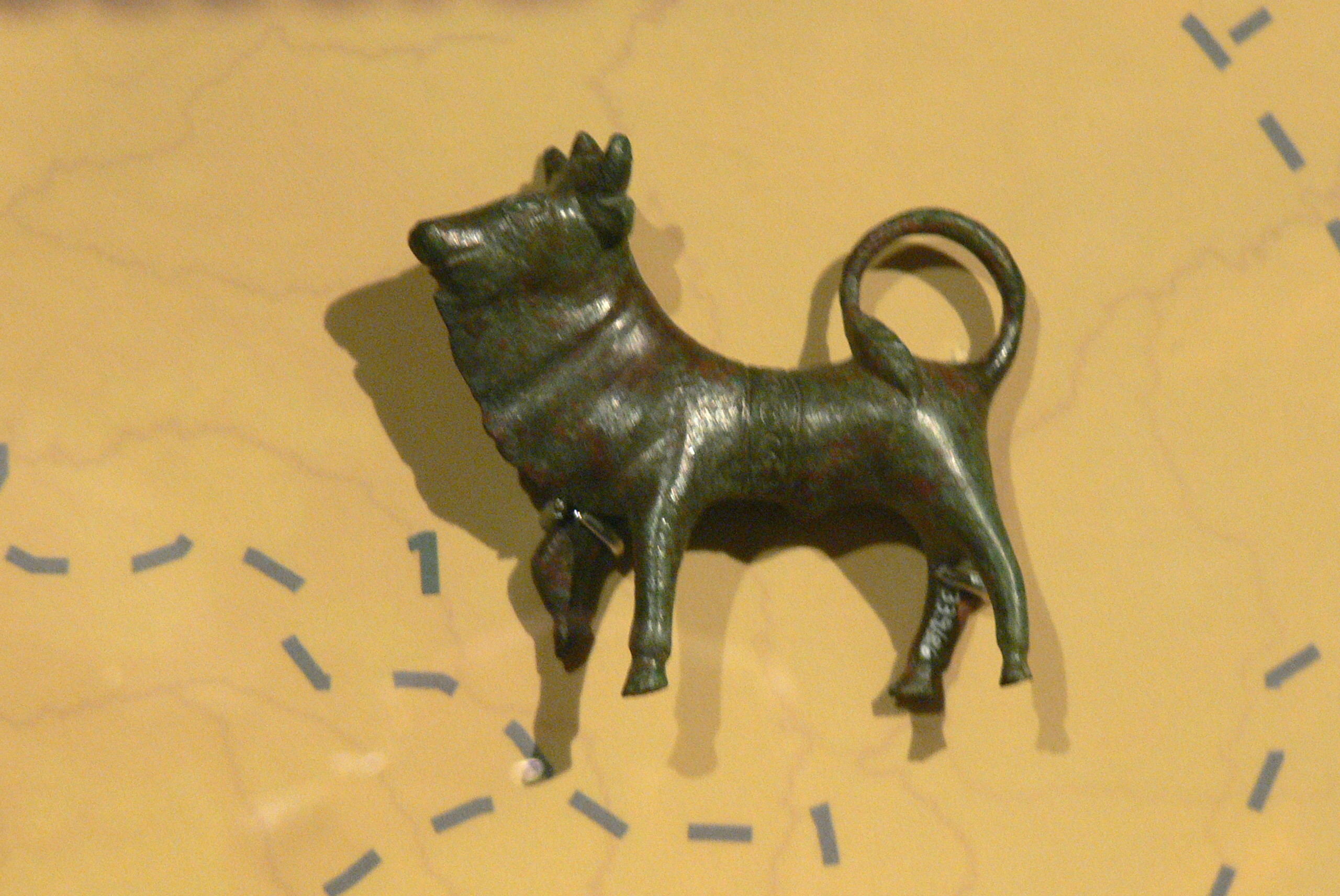
En Autriche.
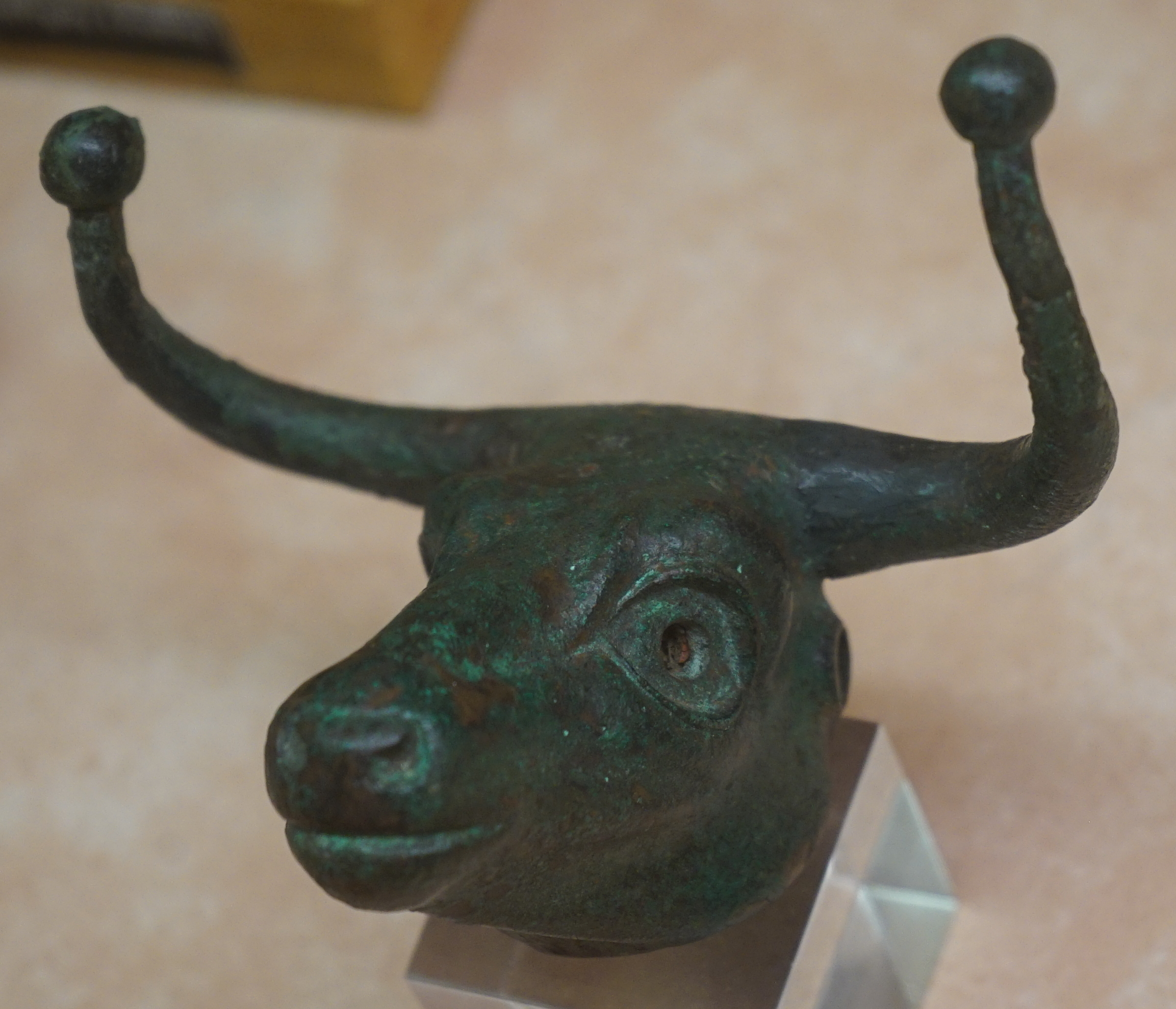
Au musée Saint-Loup.

## Évocation moderne

### Astronomie
- Tarvos ou S XXI (désignation provisoire S/2000 S 4), l'une des lunes de Saturne découverte en 2000 par l'équipe de Brett J. Gladman est nommée d'après Tarvos trigaranus.